# Граппамієль
Граппамієль або грапамієль (ісп. grappamiel/grapamiel) — змішаний алкогольний напій, популярний в Уругваї. Його отримують шляхом мацерації зернових дистилятів з медом.

## Виготовлення
Процес включає дистиляцію багасси (відходи, що утворюються при отриманні соку з цукрової тростини чи сорго), осаду, що отримують після ферментації винограду, та зерен. Отриманий дистилят змішують з натуральним медом, водою та цукром. Зазвичай, на 1 л граппи додається 1 кг меду. Граппамієль містить від 20% до 25% об.

## Сервірування
Подається у барах у шотах об'ємом 25 сл (ісп. medida). Оскільки це міцний напій, він популярний протягом холодної пори взимку. Також вживається під час театральних виступів (ісп. tablados) протягом літніх карнавалів.
У спекотну погоду споживається з високих 30сл стаканів з кубиками льоду.
За останні два десятиліття, у барах почали подаватися коктейлі з різними смаками, наприклад:
- Шоколад
- Кава
- Лимон
- М'ята
- Чорниця
- Арахіс
- Суниці
- Апельсин
- Ваніль
- Кока-кола